# Вальтер Берендт (адмірал)
Вальтер Берендт (нім. Walter Berendt; 16 квітня 1878, Герліц — 16 серпня 1978, Байройт) — німецький військовий інженер, контрадмірал крігсмаріне.

## Біографія
1 квітня 1906 року вступив у кайзерліхмаріне. Учасник Першої світової війни. Після демобілізації армії залишений в рейхсмаріне. 31 жовтня 1929 року вийшов у відставку. З 1 травня 1933 року — цивільний співробітник ВМС, керівник відділу психологічного тестування військово-морської станції «Нордзе» (з 1 жовтня 1933 року — офіцер земельної оборони, з 5 березня 1935 року — офіцер служби комплектування). 31 травня 1939 року остаточно вийшов у відставку.

## Нагороди
- Китайська медаль
- Срібна медаль «За старанність» (Російська імперія; 15 жовтня 1907)
- Медаль «За вислугу років» (Пруссія) 3-го класу (9 років)
- Залізний хрест
  - 2-го класу (5 січня 1915)
  - 1-го класу (24 серпня 1917)
- Хрест «За вислугу років» (Пруссія) (30 березня 1920)
- Рятувальна медаль (29 квітня 1927)
- Почесний хрест ветерана війни з мечами (30 січня 1935)
- Медаль «За вислугу років у Вермахті» 4-го, 3-го, 2-го і 1-го класу (25 років; 2 жовтня 1936) — отримав 4 нагороди одночасно.